# Minsko-mohylevská církevní provincie
Minsko-mohylevská církevní provincie (do roku 1991 Mohylevská církevní provincie) je církevní provincie římskokatolické církve na území Běloruska.
Před dělením Polska patřila ta část dnešního běloruského území, která náležela Polsku, z největší části do Hnězdenské církevní provincie. Ruské impérium na území nabytém od Polska v letech 1772-1795 římskokatolickou církevní správu jednak redukovalo, jednak ji oddělilo od svazků s metropolemi hnězdenskou a lvovskou, které se ocitly na území Pruska resp.Rakouska. Proto již po druhém dělení carevna Kateřina II. Veliká zřídila novou arcidiecézi se sídlem v Mohylevě, kterou roku 1783 schválil papež Pius VI. bulou Onerosa pastoralis officii cura. Po třetím dělení Polska (1795) byla roku 1798 vytvořena Mohylevská církevní provincie, která v zásadě až do roku 1926 zahrnovala veškerá území Ruského impéria, s výjimkou tzv. Kongresového Polska. Od roku 1873 sídlil arcibiskup-metropolita v Petrohradě.
Ty části Mohylevské církevní provincie, které po I. světové válce připadly Polsku, Finsku, Rumunsku nebo pobaltským republikám, od ní byly letech 1920-1926 postupně odděleny. Protože Sovětský svaz římskokatolickou církev pronásledoval a udržení pravidelné církevní správy bylo nemožné, byly roku 1926 bez ohledu na hranice dosavadních diecézí zřízeny apoštolské administratury (mj. apoštolská administratura mohylevská pro území Běloruska). Úprava církevní organizace na území Sovětského svazu byla možná až po pádu komunismu.
Dosavadní, již dlouho jen teoreticky existující, Mohylevská církevní provincie byla reorganizována apoštolskou konstitucí Ex quadam praeteritorum temporum ze dne 13. dubna 1991. Byla přejmenována na provincii minsko-mohylevskou a její územní rozsah byl omezen na Bělorusko.

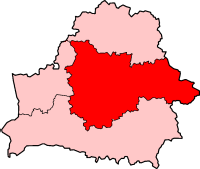
Církevně-správní členění Minsko-mohylevské církevní provincie v Bělorusku

Území provincie se člení na tyto diecéze:
- Arcidiecéze minsko-mohylevská (do roku 1991 pod jménem arcidiecéze mohylevská, vznikla 1783)
  - Diecéze hrodenská (vznik 1991 z běloruské části dosavadní arcidiecéze vilniuské)
  - Diecéze pinská (vznik 1926 z polské části diecéze minské, do 1991 část Vilniuské církevní provincie)
  - Diecéze vitebská (vicebská) (vznik 1999)

V minulosti byly součástí Mohylevské církevní provincie též:
- diecéze minská (vznikla roku 1798, ale roku 1869 fakticky zanikla a byla spravována z Mohyleva. Obnovena byla roku 1917, ale opět de facto zanikla roku 1926. Nový administrátor byl jmenován až roku 1989. Roku 1991 byla sloučena s arcidiecézi mohylevskou)
- diecéze lucko-žytomyrská v letech 1798-1926
- diecéze žytomyrská v letech 1926-1992
- diecéze vilniuská v letech 1798-1926
- diecéze žmuďská v letech 1798-1926
- diecéze kamenecká v letech 1798-1991
- diecéze tiraspolská (chersonská) v letech 1848-1991
- diecéze rižská v letech 1918-1923

V čele Minsko-mohylevské církevní provincie stojí arcibiskup-metropolita minsko-mohylevský, v současnosti (od roku 2007) je to Tadeusz Kondrusiewicz.